# 南京放送テレビ局
南京放送テレビ局、南京テレビ局、あるいは南京広播電視台（簡体字中国語: 南京广播电视台）は、中華人民共和国江蘇省南京市の国営の公共放送テレビ局。

## 沿革
1980年1月17日、南京電視台が発足。
1981年2月4日、仮放送が開始。
2003年9月29日、南京電視台、南京人民広播電台、南京広播電視報社、南京音像出版社が統合され、南京放送テレビ局が発足。

## 本社所在地
- 江蘇省南京市竜蟠中路338号[4]

## チャンネル
テレビ
- 新聞総合チャンネル
- 影視チャンネル
- 教科チャンネル
- 文旅紀録チャンネル
- 十八・生活チャンネル
- 少児チャンネル

ラジオ
- 新聞総合チャンネル
- 城市管理チャンネル
- 交通チャンネル
- 経済チャンネル
- 音楽チャンネル
- 体育チャンネル
- Cool Radio